# Maicol Rodríguez
Maicol Ezequiel Rodríguez Alonso (Montevideo, 29 gennaio 2000) è un calciatore uruguaiano, centrocampista del Bella Italia.

## Caratteristiche tecniche
È un esterno sinistro.

## Carriera
Cresciuto nel settore giovanile del Progreso, ha esordito in prima squadra il 14 luglio 2019 disputando l'incontro di campionato pareggiato 0-0 contro il River Plate (M).